# Ивана Кобилца
Ивана Кобилца (на словенски: Ivana Kobilca) е словенска художничка, привърженик на артистичното течение реализъм. Член на Националното сдружение за изящни изкуства на Париж.
Кобилца живее, учи и работи в различни европейски градове – Виена, Сараево, Берлин, Париж, Мюнхен. През 1879 – 1880 г. следва във Виена и e наета на работа в галерията към Академията по изкуства, където копира картини на старите майстори. От 1881 до 1891 г. учи в Мюнхен. Приблизително в този период между 1880 и 1890 г. създава и по-голямата част от картините си. Рисува много портрети, пейзажи и натюрморти. По-късно се насочва към импресионизма. През 1888 г. участва за първи път с две свои картини в изложба. През 1891 г. с посредничеството на известния живописец Фриц фон Уде изпраща две свои творби в парижкия Салон. По-късно самата тя се премества да живее в Париж като остава там до 1892 г. През 1894 г. прекарва няколко месеца във Флоренция, от 1897 г. живее в Сараево. Приета е за член на Сараевското артистично общество и участва в изписването на фреските на една от градските църкви. През 1906 г. има престой в Берлин, като оттогава започва да рисува изключително натюрморти на цветя. Предпочитаните от нея цветове са черно, кафяво, розово и бяло. След 1889 г. картините ѝ вече не са толкова мрачни и в тях се появяват нюанси на синьото, което се обяснява с влиянието на Париж, където тези оттенъци по това време са характерни.
Най-известните ѝ творби са: „Kofetarica“, „Citrarica“, „Likarice“, „Holandsko dekle“ („Холандка“), „Portret sestre Fani“ („Портрет на сестра Фани“) и „Poletje“ („Лято“).
Образът на Кобилца е отпечатан върху банкнотите от 5000 словенски толара преди страната да приеме еврото за парична единица през 2007 г.